# Alvin Bragg
Alvin Leonard Bragg, Jr. (* 21. října 1973, New York, Spojené státy) je americký politik. Působí jako okresní prokurátor New York County (zahrnující Manhattan). V roce 2021 se stal prvním Afroameričanem zvoleným do tohoto úřadu. Bragg dříve sloužil jako hlavní zástupce generálního prokurátora v New Yorku a jako asistent státního zástupce Spojených států v jižním okrese New Yorku.